# Concentración Provincial Autónoma
Concentración Provincial Autónoma (CPA) fue un pequeño partido político panameño conservador regionalista, que estuvo activo en la provincia de Colón entre las décadas de 1930 y 1940. 
Sólo obtuvo un escaño dentro de la Asamblea Nacional en las elecciones de 1940. Pedro Fernández Parrilla fue el fundador y principal líder del partido.